# مهدی‌آباد (زردین)
مهدی‌آباد روستایی در دهستان زردین بخش نیر شهرستان تفت استان یزد ایران است.

## جمعیت
بر پایه سرشماری عمومی نفوس و مسکن در سال ۱۳۹۵ جمعیت این روستا ۲۲ نفر (۹خانوار) بوده‌است.